# Мена (станція)
Ме́на — проміжна залізнична станція 4 класу Конотопської дирекції Південно-західної залізниці на лінії Бахмач-Пасажирський — Деревини.
Розташована у місті Мена, районному центрі Менського району Чернігівської області між станціями Макошине (10 км) та Низківка (19 км).
На станції зупиняються поїзди далекого та місцевого сполучення.